# Palau Victòria
El Palau Victòria (en romanès: 'Palatul Victoria') és un edifici governamental situat a la gran plaça de la Victòria (Piața Victoriei) a Bucarest que allotja el primer ministre de Romania i el seu gabinet.
El Palau de la Victòria va ser dissenyat el 1937 per acollir el Ministeri d'Afers Exteriors i gairebé completat el 1944. Va ser dissenyat per l'arquitecte Duiliu Marcu (1885-1966), que havia dissenyat molts edificis importants a Romania dels anys vint i trenta, inclosos molts importants projectes governamentals dels anys trenta i quaranta. El Victory Palace és un estil clàssic de disseny monumental, amb un nivell de terra porticat, una llarga columnata de pilars prims a la part principal i dos pisos superiors encastats. Les façanes estaven totalment revestides de marbre de Carrara, amb relleus als panells als dos extrems, i hi havia interiors generosament decorats.
L'edifici va patir greus danys en el bombardeig de Bucarest de 1944 durant la Segona Guerra Mundial. A continuació, va ser sotmès a importants obres de restauració i reconstrucció, reclassat en travertí, sense relleus i interiors menys ornamentats, que es va inaugurar finalment el 1952 i va acollir la seu del Ministeri d'Afers Exteriors i el Consell de Ministres.
Després de la Revolució romanesa, el 1990 es va convertir en la seu del primer govern de la Romania postcomunista, un paper que encara compleix apart de ser la residència del primer ministre de Romania.
El palau va ser declarat monument històric el 2004.